# Cadott (Wisconsin)
Cadott es una villa ubicada en el condado de Chippewa en el estado estadounidense de Wisconsin. En el Censo de 2010 tenía una población de 1.437 habitantes y una densidad poblacional de 164,44 personas por km².

## Geografía
Cadott se encuentra ubicada en las coordenadas 44°56′59″N 91°9′14″O / 44.94972, -91.15389. Según la Oficina del Censo de los Estados Unidos, Cadott tiene una superficie total de 8.74 km², de la cual 8.57 km² corresponden a tierra firme y (1.99%) 0.17 km² es agua.

## Demografía
Según el censo de 2010, había 1.437 personas residiendo en Cadott. La densidad de población era de 164,44 hab./km². De los 1.437 habitantes, Cadott estaba compuesto por el 98.05% blancos, el 0.35% eran afroamericanos, el 0.07% eran amerindios, el 0.42% eran asiáticos, el 0% eran isleños del Pacífico, el 0% eran de otras razas y el 1.11% pertenecían a dos o más razas. Del total de la población el 0.49% eran hispanos o latinos de cualquier raza.